# 砀城镇
砀城镇，是中华人民共和国安徽省宿州市砀山县下辖的一个乡镇级行政单位。 区域面积107.62平方千米。

## 行政区划
砀城镇下辖以下地区：
城隍庙社区、中原社区、金山社区、高台井社区、北城社区、东城社区、南城社区、西城社区、车站社区、土山社区、金桂苑社区、侯楼社区、苇子园社区、红山社区、利园社区、东升社区、万和社区、梨都社区、兴城社区、梨花社区、朝阳社区、砀郡社区、杨庙村、李屯村、北郊新村、蒋营村、王古楼村、徐井村、林屯村和西南门村。